# Мерлин (ракетный двигатель)
Merlin ([ˈmərlən], merlin с англ. — «дербник») — жидкостный ракетный двигатель (ЖРД) компании SpaceX (США).  В качестве топлива используется пара керосин-кислород. Двигатель используется многократно, после приземления первой ступени на космодром, или плавучую морскую платформу (ASDS).
Предназначен для использования на ракетах-носителях (РН) семейства «Falcon». РН «Falcon 9» использует этот двигатель на первой и второй ступенях, «Falcon 1» использует один «Merlin» на первой ступени, планировалось использование в проекте «Falcon 1e». На ракете-носителе «Falcon Heavy» используется 27 двигателей Merlin на трёх блоках первой ступени и 1 двигатель на второй ступени.

## Конструкция
ЖРД «Merlin» — открытого цикла. В качестве горючего используется керосин, окислителем является жидкий кислород.
На двигателе «Merlin» используются штифтовые форсунки. Такой тип форсунок впервые был применен в программе «Аполлон» НАСА на двигателе посадочной ступени лунного модуля, который являлся одним из наиболее критических сегментов этой программы. Компоненты топлива подаются через расположенный на одной оси турбонасос с двойной крыльчаткой (разработки и производства Barber-Nichols). Насос также подаёт керосин под высоким давлением для гидравлической системы управления, который затем сбрасывается в канал низкого давления. Это исключает необходимость отдельной гидравлической системы для управления вектором тяги и гарантирует её функционирование в течение всего времени работы ЖРД «Merlin».

## Варианты двигателя
На 2009 год производились три версии ЖРД «Merlin». Двигатель для «РН Falcon 1» использует для управления по крену перемещаемый выхлопной патрубок ТНА. ЖРД «Merlin» в варианте для «Falcon 9» практически идентичен по конструкции за исключением фиксированной системы выхлопа. «Merlin» также используется на второй ступени ракеты-носителя. В этом случае двигатель оснащён соплом с бо́льшим коэффициентом расширения, которое оптимизировано для работы в вакууме, и имеет систему дросселирования в диапазоне 60—100 %.

### Merlin 1A
Исходная версия двигателя «Merlin 1A» использовала дешёвую камеру и сопло с абляционным охлаждением. Углеродное волокно композиционного материала с внутренней поверхности постепенно уносится истекающим горячим газом в ходе работы двигателя, отводя тепло вместе с теряемым материалом. Этот тип двигателя использовался два раза: первый раз 24 марта 2006 года, когда в двигателе произошла утечка топлива, которая привела к аварии вскоре после начала полёта, второй раз 24 марта 2007 года, когда он отработал успешно. В обоих случаях двигатель использовался на «Falcon 1».

### Merlin 1В
ЖРД «Merlin 1В» — усовершенствованная версия, разрабатывавшаяся «SpaceX для РН Falcon 1». Должен был иметь увеличенную до 39 тс тягу по сравнению с 35 тс у «Merlin 1А». Мощность основной турбины увеличена с 1 490 кВт до 1 860 кВт. «Merlin 1В» планировалось использовать на тяжёлой «РН Falcon 9», которая должна была иметь девять таких двигателей на первой ступени. На основании неудачного опыта использования двигателя предыдущей модели, было решено не развивать дальше эту версию, а сосредоточить работу на регенеративно-охлаждаемом ЖРД «Merlin 1С». Разработка прекращена.

### Merlin 1С
ЖРД «Merlin 1C» использует регенеративно-охлаждаемое сопло и камеру сгорания, прошёл наземные испытания длительностью 170 с (время работы в полёте) в ноябре 2007 года.
В случае использования на «РН Falcon 1», «Merlin 1C» имел тягу на уровне моря 35,4 тс и 40,8 тс в вакууме, удельный импульс в вакууме составляет 302,5 с. Потребление топлива этим двигателем составляет 136 кг/с. Для одного «Merlin 1C» были проведены испытания общей продолжительностью 27 мин, что десятикратно превосходит время работы ЖРД в ходе полёта «Falcon 1».
ЖРД «Merlin 1C» был впервые использован для неудачного третьего полёта РН «Falcon 1». При обсуждении неудачи глава SpaceX Илон Маск отметил, что «полёт первой ступени с установленным новым «Merlin 1C», который будет использоваться на РН «Falcon 9», прошёл идеально.» Двигатель использовался в четвёртом удачном полёте «Falcon 1» 28 сентября 2008 года.

### Merlin 1С Vacuum
Двигатель является модификацией «Merlin 1C» и устанавливался на вторую ступень ракет Falcon 9 v1.0. Для улучшения работы в вакууме имеет большую степень расширения сопла, которое охлаждается переизлучением тепла. В вакууме двигатель имеет тягу 42 тс и удельный импульс 342 с. 10 марта 2009 года SpaceX сообщила в пресс-выпуске об успешном испытании ЖРД «Merlin 1C Vacuum».

### Merlin 1D
ЖРД Merlin 1D является модернизацией двигателя Merlin 1C. Устанавливается на первую ступень ракет Falcon 9 v1.1. Тяга на уровне моря — 66,6 тс, в вакууме — 73,4 тс. Тяговооружённость чуть более 150. Масса двигателя 489 кг. Удельный импульс на уровне моря 282 с, в вакууме — 311 с. Ресурс двигателя допускает неоднократное использование в случае возвращения и мягкой посадки первой ступени, предполагается — до сорока раз. Важным отличием двигателя 1D от 1C является дросселирование в пределах 70—100% тяги. Дросселирование используется:
- При запуске Falcon 9 v1.1(R): три из девяти двигателей первой ступени (с увеличенными соплами) уменьшают тягу вскоре после старта для равномерной выработки ресурса, так как они используются далее в ходе полёта для торможения и мягкой посадки на реактивной тяге.
- При возвращении первой ступени ракеты Falcon 9 v1.1(R) и мягкой посадке на реактивной тяге.
- В ракете-носителе Falcon Heavy дросселирование будет использоваться при запуске в центральной секции первой ступени для более равномерной выработки ресурса двигателей ускорителей и первой ступени.

Первый запуск ракеты-носителя с двигателем Merlin 1D состоялся 29 сентября 2013 года. По заявлению разработчиков двигателя, задел двигателя позволяет увеличить тягу на уровне моря c 666 до 730 кН.

### Merlin 1D Vacuum
Двигатель является модификацией Мерлин 1D и устанавливается на вторую ступень ракет Falcon 9 v1.1. В отличие от базовой модели, имеет степень расширения сопла 117 для улучшения работы в вакууме. Сопло охлаждается переизлучением тепла. Тяга двигателя в вакууме составляет 80 тс (801 кН), удельный импульс — 340 с (по другим данным — 347с). Время работы двигателя во время полёта — до 375 с. Впервые был использован при запуске 29 сентября 2013 года.

### Merlin 1D+
Форсированная версия двигателя 1D. Устанавливается на первые ступени ракет Falcon 9 FT и Falcon Heavy. Повышено давление в камере сгорания за счёт использования переохлажденных топлива (до -7°C)  и окислителя (до -207°C). Тяга двигателя увеличена на 8 % с 780 кН (78 тс) до около 845 кН (84,5 тс) на уровне моря. Благодаря этому, а также дополнительному количеству топлива в версии ракеты FT, максимальная грузоподъёмность на НОО повысилась до 22,8 т в одноразовом и 15,8 т в многоразовом варианте. На геопереходную орбиту Falcon 9 FT сможет поднимать до 8,3 тонн в одноразовом или около 5,5 тонн в многоразовом варианте. Таким образом, Falcon 9 перешёл в класс тяжёлых ракет-носителей.

### Merlin 1D Vacuum +
Модификация двигателя 1D+ для установки на вторую ступень ракет Falcon 9 FT и Falcon Heavy. Эксплуатируется с 22 декабря 2015 года.

## Характеристики линейки двигателей Merlin[23]
| Двигатель                       | Merlin 1A          | Merlin 1Ci          | Merlin 1C                | Merlin 1C Vac | Merlin 1C+                   | Merlin 1D                     | Merlin 1D Vac                 | Merlin 1D+  | Merlin 1D Vac+ |
| ------------------------------- | ------------------ | ------------------- | ------------------------ | ------------- | ---------------------------- | ----------------------------- | ----------------------------- | ----------- | -------------- |
| Использование                   | Falcon 1 (опытная) | Falcon 1 (усоверш.) | Falcon 1e, Falcon 9 v1.0 | Falcon 9 v1.0 | Falcon 9 v2.0 (не строилась) | Falcon 9 v1.1, Falcon 9 v1.1R | Falcon 9 v1.1, Falcon 9 v1.1R | Falcon 9 FT | Falcon 9 FT    |
| Соотношение ЖК / RP-1           | 2.17               | 2.17                | 2.17                     | 2.17          | 2.17                         | 2.34                          | 2.36                          | 2.36        | 2.38           |
| Тяга на уровне моря, кН         | 330                | 355                 | 354                      | -             | 555                          | 666                           | -                             | 845         | -              |
| Тяга в вакууме, кН              | 376                | 401                 | 408                      | 420           | 628                          | 734                           | 801                           | 914         | 934            |
| УИ на уровне моря, с            | 253.7              | 264.5               | 267                      | -             | 275                          | 282                           | -                             | 286         | -              |
| УИ в вакууме, с                 | 288.5              | 302.5               | 304.8                    | 336           | 311                          | 320                           | 347                           | 321         | 347            |
| Давление в камере сгорания, МПа | 5.39               | 6.08                | 6.14                     | 6.14          | 6.77                         | 9.72                          | 9.72                          | 10.8        | 10.8           |
| Степень расширения сопла        | 14.5               | 16                  | 16                       | 117           | ?                            | 21.4                          | 117                           | 21.4        | 117            |